# Laurentinische Berge
Die Laurentinischen Berge (französisch Laurentides; englisch Laurentian Mountains) sind ein nordwestlich des Sankt-Lorenz-Stroms in der kanadischen Provinz Québec gelegene Bergkette, die sich von der Verwaltungsregion Outaouais im Südwesten über rund 1700 km bis zu den Küstengebirgen der Teilprovinz Labrador erstreckt und geologisch dem Kanadischen Schild zugerechnet wird. Das nördlich anschließende zentralen Hochplateau der Halbinsel Labrador wird zum Teil hinzugerechnet. Klimatisch umfasst die Laurentinische Bergkette Gebiete kühlgemäßigten Kontinentalklimas im Süden über kaltgemäßigte Bereiche bis zu Gebieten (sub)polaren Klimas in ihren nördlichsten Ausläufern.
Geologisch gehören die Laurentinischen Berge, die aus erodiertem, glazial überformtem magmatischen Erstarrungsgestein bestehen, zu den ältesten geologischen Formationen der Erde.
Die südlichsten Ausläufer sind bei der Bevölkerung Montréals als Naherholungsgebiet beliebt, insbesondere der 960 m hohe Mont Tremblant ist ein bekanntes Skigebiet.
Die laurentinischen Berge sind Namensgeber der Verwaltungsregion Laurentides.

## Höchste Erhebungen
- Mont Raoul-Blanchard (1166 m)
- Mont Belle Fontaine (1151 m)
- Mont de la Québécoise (1120 m)
- Mont Acropole des Draveurs (1048 m)
- Mont du Lac des Cygnes (980 m)
- Mont Tremblant (968 m)
- Mont Sainte-Anne (800 m)
- Mont Sir-Wilfrid (783 m)

## Nationalparks und weitere Schutzgebiete
- La-Mauricie-Nationalpark
- Parc national du Mont-Tremblant
- Parc national des Hautes-Gorges-de-la-Rivière-Malbaie